# SZK Tavrija Szimferopol
A Tavrija Szimferopol (ukránul: Спортивный клуб Таврія Сімферополь, magyar átírásban: Szportivnij klub Tavrija Szimferopol) egy ukrán labdarúgócsapat, melynek székhelye a Krími Autonóm Köztársaság fővárosában, Szimferopolban található. Az első független ukrán labdarúgó-bajnokság győztese jelenleg az első osztályban szerepel, melynek 1992-es megalapítása óta stabil tagja.
A Dinamo Kijiv és a Sahtar Doneck mellett a harmadik olyan csapat, amely valaha is megnyerte az ukrán labdarúgó-bajnokságot.

## Korábbi nevei
- 1958–1963: Avangard

1963 óta jelenlegi nevén szerepel.

## Története
A klubot 1958-ban Avangard néven alapították, mely a Szovjetunió idején alacsonyabb osztályú bajnokságokban szerepelt.
Az első független ukrán labdarúgó-bajnokság alapaító tagjaként az első osztályába nyert besorolást, majd a Lvivben rendezett bajnoki döntőn legyőzte a Dinamo Kijiv csapatát, így megnyerte az élvonalbeli pontvadászatot. A európaikupa-porondon az ír Shelbourne ellen mutatkozott be, és 2–1-es összesítéssel jutott tovább az előselejtezőből. Az 1. fordulóban a svájci FC Sion nyújtott ízelítőt az európai középmezőny valós szintjéről, és kettős győzelemmel ütötte ki ukrán vetélytársát.
1994-ben még bejutott az ukrán kupa döntőjébe, azóta azonban rendre a középmezőnyben foglal helyet.

## Sikerei
- Ukrán bajnokság

Győztes: 1 alkalommal (1992)
- Ukrán kupa:

Győztes: 1 alkalommal (2010)
Ezüstérmes: 1 alkalommal (1994)

## Eredmények

### Európaikupa-szereplés

#### Összesítve
| Kupa            | J  | GY | D | V | LG–RG |
| --------------- | -- | -- | - | - | ----- |
| Bajnokok Ligája | 4  | 1  | 1 | 2 | 4–8   |
| Intertotó-kupa  | 8  | 3  | 2 | 3 | 9–9   |
| Összesítve      | 12 | 4  | 3 | 5 | 13–17 |

#### Szezonális bontásban
| Idény     | Kupa            | Forduló      | Klub                | 1. mérk. | 2. mérk. |
| --------- | --------------- | ------------ | ------------------- | -------- | -------- |
| 1992–1993 | Bajnokok Ligája | Előselejtező | Shelbourne          | 0–0      | 2–1      |
| 1992–1993 | Bajnokok Ligája | 1. forduló   | FC Sion             | 1–4      | 1–3      |
| 2001      | Intertotó-kupa  | 2. forduló   | Szpartak Varna      | 3–0      | 2–2      |
| 2001      | Intertotó-kupa  | 3. forduló   | Paris Saint-Germain | 0–1      | 0–4      |
| 2008      | Intertotó-kupa  | 2. forduló   | FC Tiraspol         | 0–0      | 3–1      |
| 2008      | Intertotó-kupa  | 3. forduló   | Rennes              | 0–1      | 1–0      |

Megjegyzés: Az eredmények minden esetben a Tavrija Szimferopol szemszögéből értendőek, a félkövéren jelölt mérkőzéseket pályaválasztóként játszotta.

## Külső hivatkozások
- Hivatalos honlap Archiválva 2012. november 22-i dátummal a Wayback Machine-ben (oroszul)